# Hotel El Convento
El histórico Hotel El Convento es un hotel en el Viejo San Juan, Puerto Rico, ubicado en un antiguo convento de monjas frente a la plaza de la Catedral de San Juan. La catedral es la segunda catedral más antigua del hemisferio occidental. Hotel El Convento es el miembro más antiguo del programa de Hoteles Históricos de América. También fue nombrado como el hotel pequeño de lujo premier en Puerto Rico por la organización Small Luxury Hotels of the World.

## Historia
En el 1646, la construcción del convento de las Carmelitas comenzó, por una petición del Rey Felipe IV de España. El Monasterio del Señor San José de la Orden de Nuestra Señora del Carmen fue fundado en el 1651 por Doña Ana Lanzós, una viuda rica que donó su dinero y su magnífica residencia en la calle que desde entonces lleva el nombre: de las Monjas. La historiadora María de los Ángeles Castro dice que el retraso en la llegada de un convento de monjas se debió o solo a razones económicas, sino también por falta de un lugar ya que las fortificaciones de la ciudad aún no estaban completas. Tres monjas traídas desde Santo Domingo sirvieron como fundadoras. 
El edificio fue expandido entre el 1854 y el 1861 luego que el edificio original fuera derribado. El Gobernador Fernándo Norzagaray y Escudero personalmente ayudó a recaudar los fondos necesarios e inspeccionar el trabajo diario. Algunos elementos sobresalen en la fachada de la capilla, además de la entrada, el par de columnas toscanas, las dos torres, y el arco de coro enrejado. El edificio estuvo cerrado de 1903 al 1959 y luego vendido. Durante su conversión a hotel, las dos torres fueron removidas y la cruz que lo identificaba como un convento. 
Estuvo cerrado hasta el 1959, cuando, bajo los auspicious de la Operación Manos a la Obra, Robert Woolworth comenzó las renovaciones para convertirlo en El Convento Hotel. Reabrió sus puertas en el 1962 a las estrellas de la era, incluyendo a Rita Hayworth, ofreciendo un estilo europeo y tranquilo como alternativa a los hoteles deslumbrantes alineados en Condado. 
En los 1990s, fue renovado nuevamente por un equipo dirigido por Hugh Andrews y Jorge Rosselló, quienes también estuvieron a cargo de la remodelación de otros hoteles como La Concha, y el Condado Vanderbilt Hotel. Fue rebautizado como Hotel El Convento, un pequeño hotel de lujo 4-estrellas con cinco pisos, un patio central donde un árbol de Níspero de 300 años aún está en pie, piscina y jacuzzi en la terraza del cuarto piso, y espectaculares vistas del Viejo San Juan, manteniendo el mismo alto nivel de lujo y estilo. Otras características notables de hoy en este hotel estilo boutique incluyen centro de ejercicios 24-horas, recepción diaria de vino y queso, restaurante al aire libre Patio del Níspero, cinco salones de actividades versátiles, biblioteca, centro de negocios, huerto, club de playa con privilegios en las playas de Isla Verde y Condado, y mucho más.   
Hotel El Convento es una institución del Viejo San Juan con más de 365 años de tradición, haciéndolo el miembro más antiguo del programa de Hoteles Históricos de América. También fue nombrado como el hotel pequeño de lujo premier en Puerto Rico por la organización Small Luxury Hotels of the World.